# Armoiries des Asturies

L'écu avec la Croix de la Victoire, emblème de Pélage

 (avril 2009).
Si vous disposez d'ouvrages ou d'articles de référence ou si vous connaissez des sites web de qualité traitant du thème abordé ici, merci de compléter l'article en donnant les références utiles à sa vérifiabilité et en les liant à la section « Notes et références ».
L' Écu de la Principauté des Asturies  a été adopté le 27 avril 1984.

## Description
Il est presque carré et avec les extrémités du côté inférieur arrondies et une pointe ou un angle saillant au centre du dit côté, avec la proportion de six de hauteur par cinq de largeur.
Sur le champ de azur ou bleu on voit la Croix de la Victoire,dorée et garnie de pierres précieuses de sa couleur naturelle, et les lettres  alpha en majuscule et une omega  minuscule, aussi d'un or, des boucles de pentes de ses bras droits et gauches, respectivement; et dans des lignes siennes, avec caractères d'or, on lit la légende "" HOC SIGNO TVETVR PIVS - HOC SIGNO VINCITVR INIMICVS ""("avec cet emblème on défend le pieux - avec cet emblème on vainc l'ennemi") au flanc droit et la deuxième au flanc gauche.

## Légalité
L'Écu doit figurer par loi dans :
- Les documents qui contiennent les Lois de l'Assemblée générale que le Président de la Principauté des Asturies promulgue  au nom du Roi de l'Espagne
- Les documents, des imprimés, des timbres et des en-têtes d'usage officiel de la Communauté autonome
- Les publications officielles de la Principauté des Asturies
- Les signes distinctifs officiels utilisés par les autorités de la Communauté autonome à qui elle communique
- Les titres accréditifs des décorations.
- Les diplômes ou les titres de n'importe quelle classe expédiés par des autorités de la Communauté autonome
- Les édifices et des établissements de l'Administration Autonome asturienne

Les écus existants s'obstinent à ces édifices déclarés des monuments historiques - artistiques. Aussi ceux que représentent dans ceux  autres qui font partie substantielle de l'ornementation et de décoration.
L'Écu de la Principauté jouit de la même protection que les autres symboles de l'Espagne, dont la Communauté autonome fait partie.